# Modesty Blaise (film, 1966)
Modesty Blaise 1966-ban bemutatott színes brit kémfilm-vígjáték, Joseph Losey rendezésében, Monica Vitti címszereplésével. A címszereplő Modesty Blaise kémnő Peter O’Donnell képregény-sorozatának és 1963-ban írt azonos című regényének központi szereplője. A film cselekménye lazán követi a képregény és a regény meséjét. Peter O’Donnel közreműködött a forgatókönyv megírásában is. Ez volt Monica Vitti első angol nyelvű filmszerepe.

## Cselekmény
A brit titkosszolgálat amszterdami ügynökét bombamerényletben meggyilkolják. Sir Gerald Tarrant, a titkosszolgálat igazgatója ezért Modesty Blaise-hez, a csinos szőke kalandornőhöz, egykori intellektuális bűnözőhöz fordul és megbízást ajánl neki: Biztosítania kell egy nagy értékű gyémántszállítmányt, amelyet a brit kormány Amszterdamból Abu Tahirhez, a dúsgazdag közel-keleti olajsejkhez akar eljuttatni, kedvezményes olajszállítások ellenértékeként. Gabriel, a hírhedt ékszertolvaj bandavezér, könyvelőjével, Mr. McWhirterrel és testőrével, Mrs. Clara Fothergill-lel együtt a gyémántok eltulajdonítását tervezi.
A szép Modesty Blaise – aki egyben a sejk fogadott leánya és bizalmasa – azzal a feltétellel vállalja a megbízást, hogy korábbi bűnös ügyei teljes büntetlenséget kapjanak. 
Gabriel, a nagystílű ékszertolvaj, több Földközi-tengeri sziget ura elegáns, nagyvilági úriember álcája alatt készül a nagy dobásra. Modesty Amszterdamba hívja saját egykori szeretőjét, Paul Hagent, aki most (Modestyhez hasonlóan) titkosügynökként tevékenykedik. Modestyt elkíséri elmaradhatatlan kísérője, Willie Garvin és annak barátnője, Nicole is, aki egy illuzionista barátján keresztül elvezetheti őket Gabrielhez.
Modesty túléli Gabriel embereinek több gyilkos merényletét. A sikertelen gyilkosokat Mrs. Fothergill diszkréten elteszi láb alól. Amikor Gabriel rájön, hogy a fiatal Nicole is Modestynek dolgozik, meggyilkoltatja a lányt. Modesty Blaise és Willie Garvin menekülni kényszerül. Gabriel azonban csapdát állít, és hajóján túszul ejti Modestyt. A lány életéért cserébe az úri csibész megzsarolja Willie-t, hogy rabolja el a gyémántokat az ő számára.
Willie sikeresen ellopja a gyémántokat Paul Hagentől, de Gabriel nem engedi szabadon, hanem egyik szigetének várbörtönébe zárja őket. Gabriel felajánlja Modestynek, hogy dolgozzanak együtt, de a lány visszautasítja. Modesty és Willie sikeresen megszökik a fogságból, közben megölik Mrs. Fothergillt, és értesítik helyzetükről Abu Tahirt. A sejk hadserege megrohamozza a szigetet, nagy csatában legyűrik a bandát. Gabrielt elfogják és a sivatagban kikötözik, hogy szomjan pusztuljon. Mr. McWhirter skót felföldi egyenruhában megjelenik, hogy észrevétlenül kiszabadítsa főnökét. A gyémántokat Modesty átadja Abu Tahir sejknek. A kérdésre, hogy mit kíván jutalmul, Modesty az egész gyémántszállítmányt kéri magának. Nevetés és fejcsóválás mellett a történet végetér, folytatásra felkészítve.

## Főbb szereplők
| Szerep                         | Színész                           | Magyar hangja (1. szinkron, 1978) |
| ------------------------------ | --------------------------------- | --------------------------------- |
| Modesty Blaise                 | Monica Vitti                      | Káldy Nóra                        |
| Willie Garvin                  | Terence Stamp                     | Harsányi Gábor                    |
| Gabriel                        | Dirk Bogarde                      | Sinkó László                      |
| Sir Gerald Tarrant             | Harry Andrews                     | Kaló Flórián                      |
| Paul Hagan brit ügynök         | Michael Craig                     | Kristóf Tibor                     |
| Abu Tahir sejk / Mr. McWhirter | Clive Revill                      | Csákányi László Suka Sándor       |
| Miniszter                      | Alexander Knox                    | Rátonyi Róbert                    |
| Mrs. Clara Fothergill          | Rossella Falk                     | Béres Ilona                       |
| Nicole                         | Tina Aumont (Tina Marquand néven) | (n. a.)                           |

## Gyártás

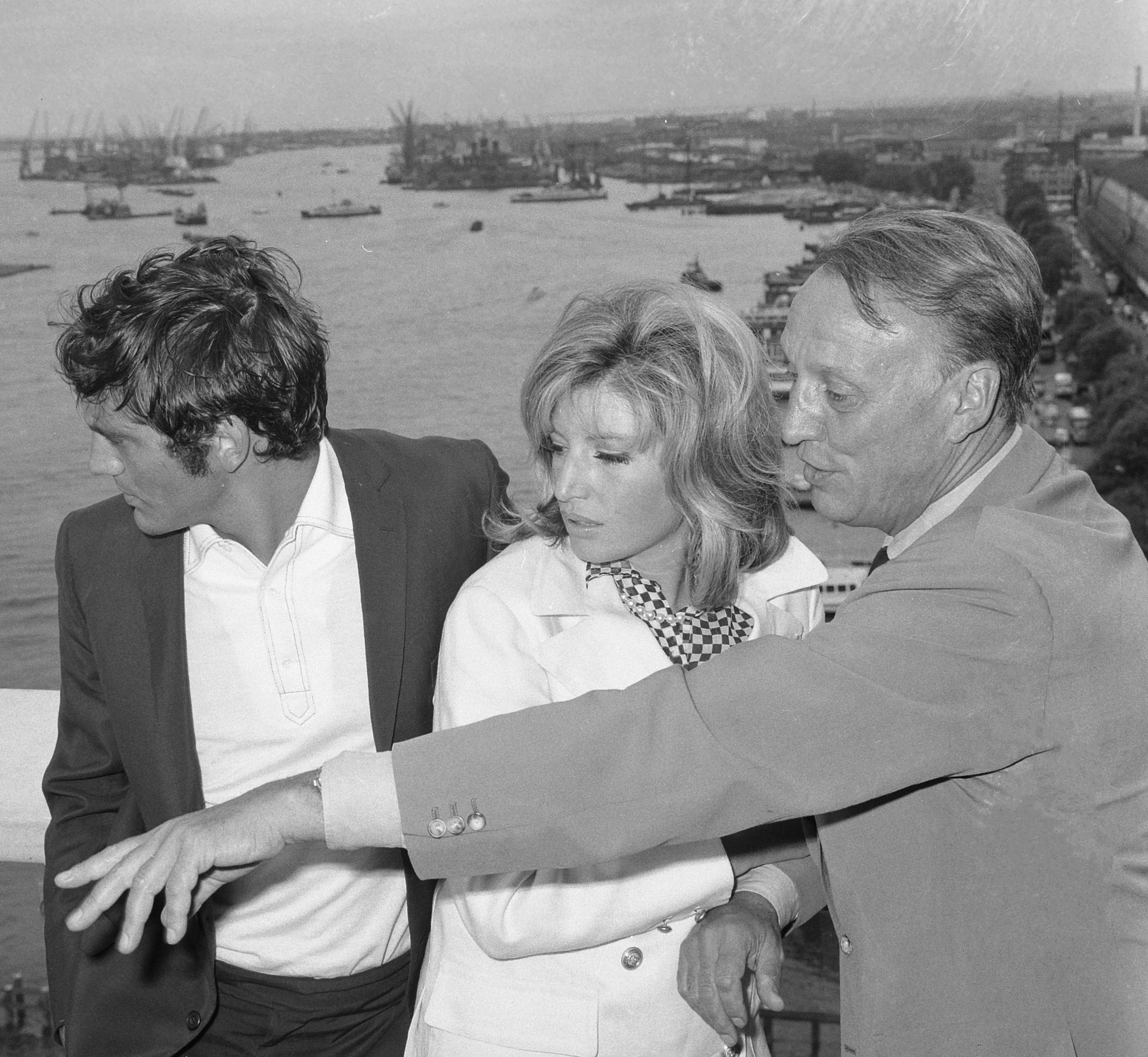
Terence Stamp, Monica Vitti és Joseph Losey rendező (jobbra), Amszterdamban

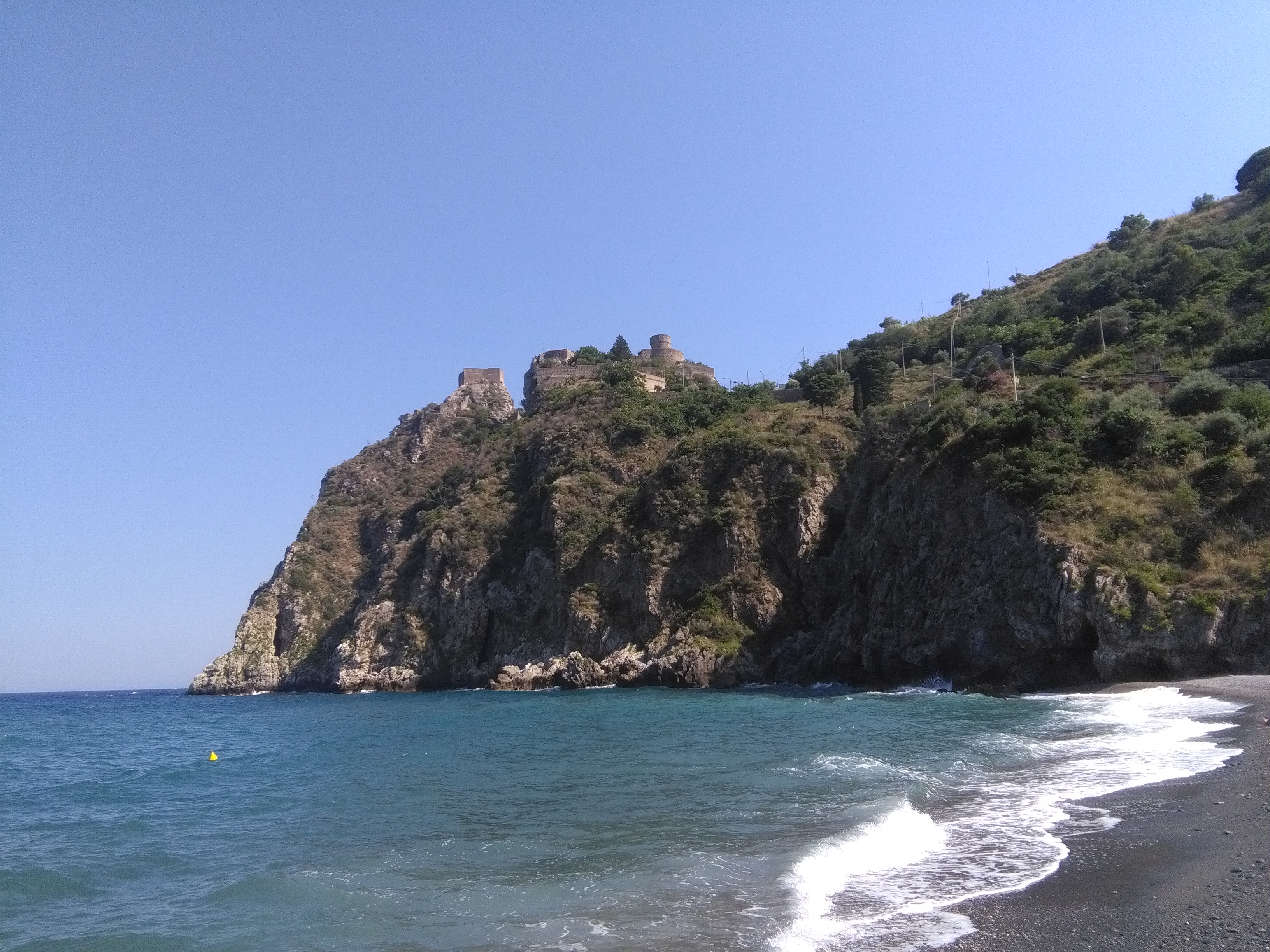
A Sant’Alessio Siculo várkastély Szicíliában

1965-ben a Scala Browne Agency tulajdonosa megvásárolta az O’Donnell képregények megfilmesítési jogát. Scala Barbara Steele-t és Michael Caine-t akarta főszereplőknek (Modesty és Willie szerepeire), a rendezést Sidney Gilliat-nak kínálta. Később azonban Scala eladta a gyártás jogát Joseph Janninak, aki Joseph Losey rendezőt és Monica Vittit választotta. Végül Caine megkapta az Alfie – Szívtelen szívtipró főszereplét, amit eredetileg Terence Stampnek szántak, aki viszont megkapta Willie szerepét. Clive Revill kettős szerepben látható, Mr McWhirtert, Gabriel könyvelőjét és Abu Tahir sejket is ő játssza.
A Modesty Blaise-t a James Bond-filmek elsöprő népszerűségét meglovagolva bocsátották a mozikba. A rendező és a forgatókönyvírók a film stílusát a komoly kémfilmektől eltávolodva, inkább azok paródiájának sávjába helyezték. A Modesty Blaise egy kicsavart, néha szürreális kaland-vígjáték lett. Harold Pinter színműíró – névtelenül maradva – számos javítást, kiegészítést tett a végső forgatókönyvben.
A munka során Joseph Losey rendező konfliktusba került a főszereplő Monica Vittivel, akit felfedezője, Michelangelo Antonioni rendező elkísért a forgatásra, és saját diszkrét rendezői utasításaival irányította a színésznőt. Losey, aki nagyon tisztelte híres rendező kollégáját, végül kénytelen volt négyszemközt, udvariasan megkérni Antonionit, hogy maradjon távol a forgatástól, amit Antonioni meg is tett. Dirk Bogarde is komoly, tartós ellenszenvet táplált Monica Vittivel szemben, amit a rendező hiába próbált enyhíteni.
A film több jelenetében feltűnnek az eredeti képregény elemei és geg-jei, Modesty eredeti frizurái, ruhái. Modesty filmbeli lakásában korabeli újságok fekszenek, a Jim Holdaway grafikus által rajzolt eredeti képregénynél kinyitva.

## Forgatási helyszínek
A film külső felvételeit Londonban, Amszterdamban és a nápolyi tengerparton forgatták. A belső felvételeket a Shepperton Studios filmgyárban vették fel. Gabriel sziget-erődjét a Szicíliában álló, bizánci eredetű Castello di Sant’Alessio Siculo várkastély adta.

## Fogadtatás
A film általában gyenge kritikákat kapott. Jack Hildyard operatőri munkáját 1967-ben BAFTA-díjra jelölték, de az elismerést nem neki, hanem az Arabeszk operatőrjének, Christopher Challisnek ítélték.

## További információ
- Modesty Blaise a PORT.hu-n (magyarul)
- Modesty Blaise az Internetes Szinkronadatbázisban (magyarul)
- Modesty Blaise az Internet Movie Database-ben (angolul)
- Modesty Blaise a Rotten Tomatoeson (angolul)
- Modesty Blaise a Box Office Mojón (angolul)
- Modesty Blaise (1966) (francia nyelven). AlloCiné.fr
- Modesty Blaise – Die tödliche Lady (1966) (német nyelven). Filmdienst.de
- Modesty Blaise (1966) (magyar nyelven). TMDB (The MovieWeb Adatbázis)
- Modesty Blaise (1966) (magyar nyelven). MAFAB.hu